# 'Round About Midnight at the Cafe Bohemia
'Round About Midnight at the Cafe Bohemia — концертний альбом американського джазового трубача Кенні Доргема, що вийшов 1957 року на лейблі Blue Note.

## Опис
Восени та влітку 1956 року, трубач Кенні Доргем записав два студійні альбоми зі своїм гуртом Jazz Prophets, невеликим бендом, що грав у стилі хард-боп із саксофоністом Дж. Р. Монтроузом і ритм-секцією: піаністом Діком Катцом, басистом Семом Джонсом і ударником Артуром Еджгілліом. 31 травня того ж року, гурт Доргема виступав у джазовому клубі Café Bohemia в Гринвіч-Віллиджі з Боббі Тіммонсом на фортепіано і гітаристом Кенні Берреллом. 
Цей свінговий концерт являє собою чудовий джаз в стилі хард-боп, який первісно вийшов на Blue Note на двох платівках. Інженером звукозапису виступив Руді Ван Гелдер.

## Список композицій
1. «Monaco» (Кенні Доргем) — 6:41
2. «'Round About Midnight» (Телоніус Монк) — 7:49
3. «Mexico City» (Кенні Доргем) — 6:04
4. «A Night in Tunisia» (Діззі Гіллеспі, Лео Робін) — 9:36
5. «Autumn in New York» (Вернон Дюк) — 4:44
6. «Hill's Edge» (Кенні Доргем) — 8:20

## Учасники запису
- Кенні Доргем — труба
- Дж. Р. Монтроуз — тенор-саксофон
- Кенні Беррелл — гітара
- Боббі Тіммонс — фортепіано
- Сем Джонс — контрабас
- Артур Еджгілл — ударні

Технічний персонал
- Альфред Лайон — продюсер
- Руді Ван Гелдер — інженер
- Рід К. Майлз — дизайн обкладинки
- Френсіс Вульфф — фотографія обкладинки
- Леонард Фезер — текст